# Mons (Hérault)
Mons é uma comuna francesa na região administrativa de Occitânia, no departamento de Hérault. Estende-se por uma área de 22,32 km². Em 2010 a comuna tinha 620 habitantes (densidade: 27,8 hab./km²).